# 诺代恩德宫
诺代恩德宫（荷蘭語：Paleis Noordeinde，荷蘭語：[paːˌlɛis noːrtˈɛində] ⓘ），位於海牙，是荷蘭王室的三座宮殿之一（另两座是阿姆斯特丹王宫和豪斯登堡宫）。宮殿的花園部分對公眾開放。

## 历史
在中世紀時期，這裡曾經是一座農舍。自2013年起，诺代恩德宫成為荷蘭國王威廉-亞歷山大的辦公宮殿。

## 画廊

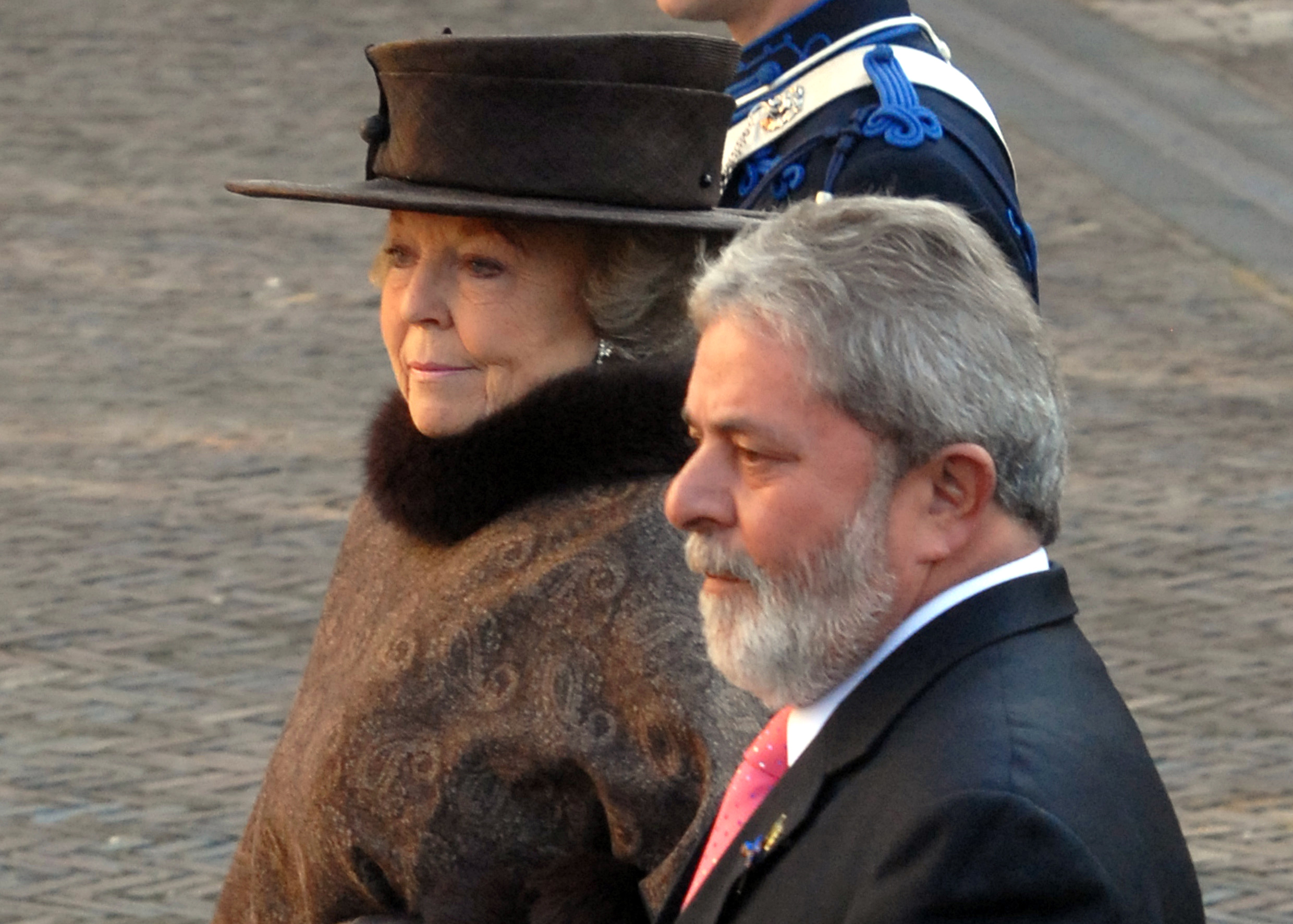
荷兰女王陪同巴西总统路易斯·伊纳西奥·卢拉·达席尔瓦参观诺代恩德宫
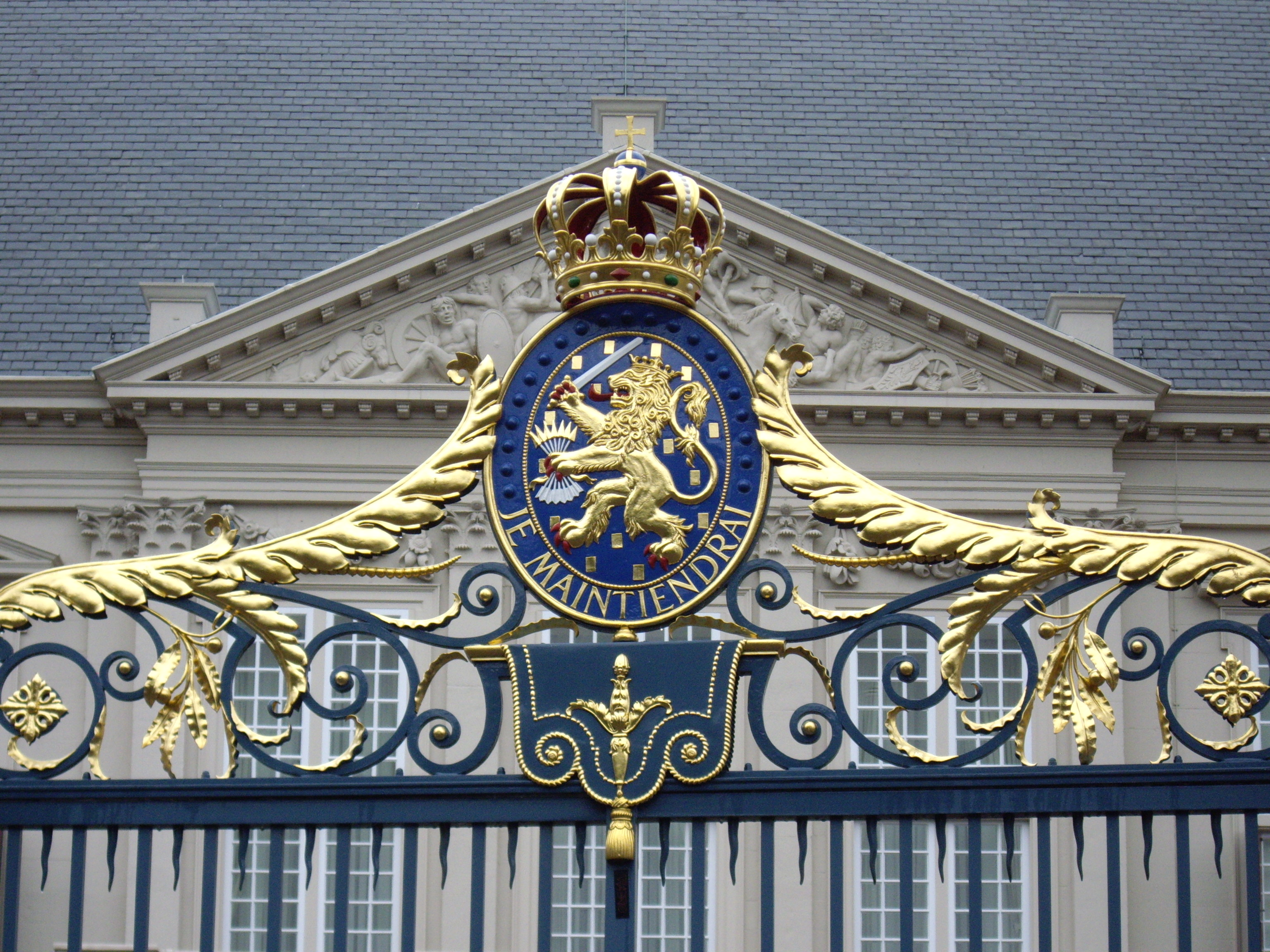
荷兰王室的徽章印刻在诺代恩德宫大门口